# Каталимита (Месина)
Каталимита је насеље у Италији у округу Месина, региону Сицилија.
Према процени из 2011. у насељу је живело 20 становника. Насеље се налази на надморској висини од 466 м.